# Depósito Santos
El Depósito Santos es un edificio gubernamental que en la actualidad alberga la sede del Ministerio de Turismo de Uruguay. El mismo se encuentra ubicado dentro del recinto portuario de Montevideo.

## Historia

Vista de los depósitos Santos, Artigas, Aduana Nueva y Julio Herrera y Obes.

Fue construido a comienzos del siglo XX, como parte de un conjunto de depósitos portuarios alineados sobre la Rambla 25 de Agosto. Estas construcciones incluían también la Aduana Nueva, el depósito Julio Herrera y Obes y el depósito Artigas. Las cuatro compartían un estilo arquitectónico similar y fueron conocidas según los nombres de personajes históricos: Herrera y Obes, Artigas y Santos, este último en honor al presidente Máximo Santos. El Depósito Santos se dedicaba originalmente a los servicios de estiba. Tras quedar obsoleto como almacén portuario, en la década de 1990 fue sometido a un proyecto de reciclaje estructural, con refacciones dirigidas por el arquitecto César Ortega, entre otros profesionales, culminadas cerca de 1997. 
En el año 2004 el edificio se destinó para instalar las oficinas del entonces Ministerio de Turismo y Deporte. En el año 2017 se pensó trasladar dicho ministerio a un nuevo edificio, para convertir al depósito Santos en una terminal de pasajeros, hecho que nunca se concretó.